# Cyrano de Bergerac (Alfano)
Cyrano de Bergerac ist eine Oper (Originalbezeichnung: „Commedia eroica“) in vier Akten und fünf Bildern von Franco Alfano (Musik) mit einem Libretto von Henri Cain nach Edmond Rostands Versdrama Cyrano de Bergerac. Die Originalsprache ist französisch. Die Oper wurde jedoch zuerst in einer italienischen Übersetzung am 22. Januar 1936 im Teatro Reale dell’Opera in Rom aufgeführt. Die Uraufführung der Originalfassung fand am 29. Mai desselben Jahres in der dritten Salle Favart der Opéra-Comique in Paris statt.

## Handlung

### Erster Akt
„Une représentation a l’Hotel De Bourgogne“ – Theatersaal im Hôtel de Bourgogne, 1640
Anlässlich einer Theatervorführung haben sich Adlige und Volk, darunter Le Bret, Ragueneau, Christian und Lignière, versammelt. Zu den Schauspielern gehört auch Roxane, deren Schönheit von allen bewundert wird. Die Aufführung beginnt mit dem Auftritt Montfleurys, der jedoch schon nach wenigen Worten von einem Zwischenruf unterbrochen wird. Cyrano de Bergerac hatte Montfleury für einen Monat jegliche Auftritte untersagt und treibt ihn nun mit Drohungen von der Bühne. Das aufgeregte Publikum ist gespalten. Einige ergreifen die Seite Cyranos, andere diejenige Montfleurys. Der Vicomte De Valvert ergreift das Wort gegen Cyrano, wobei er dessen große Nase erwähnt. Sofort zieht Cyrano den Degen und greift Valvert an. Während des Duells unterhält er das Publikum mit einer improvisierten Ballade, in der er seine Bewegungen beschreibt. Das Publikum bejubelt seinen Sieg. Cyrano erklärt Le Bret den Grund für sein Verbot: Montfleury habe einen unziemlichen Blick auf die von ihm verehrte Roxane geworfen. Er selbst habe allerdings wegen seiner unförmigen Nase keine Hoffnung, dass sie seine Liebe erwidern könnte. Da teilt deren Gouvernante ihm mit, dass Roxane ihn am nächsten Morgen zu einem vertrauten Gespräch im Laden Ragueneaus erwarte. Cyrano ist vor Vorfreude so aufgeregt, dass er sich im Kampf abkühlen will. Deshalb ist ihm ein Hilfegesuch Lignières, der wegen eines Spottgedichts von den Männern des Grafen de Guiche bedroht wird, höchst willkommen. Er lädt die Anwesenden ein, dem zu erwartenden Kampf an der Porte de Nesle zuzusehen.

### Zweiter Akt
1. Bild: „La Rôtisserie des poètes“ – In der Rôtisserie Ragueneaus
Am nächsten Morgen erwartet Ragueneau in seiner Bratküche und Konditorei seinen Freund Cyrano und Roxane. Konditoren präsentieren ihm die von ihnen zubereiteten Lebensmittel. Nacheinander treffen Ragueneaus Frau Lise, der ungeduldige Cyrano, einige Musketiere und Dichter ein. Letztere erzählen von einem erstaunlichen Kampf an der Porte de Nesle, bei der ein einziger Mann eine ganze Bande besiegt habe. Cyrano verschweigt bescheiden, dass er selbst dieser Held war. Endlich erscheint auch Roxane, und die anderen ziehen sich zurück. Roxane dankt Cyrano zunächst für sein Eingreifen am Vorabend – der in sie verliebte de Guiche habe versucht, ihr Valvert als „Scheingemahl“ aufzudrängen. Doch Cyranos Hoffnung auf eine Liebeserklärung Roxanes wird schnell enttäuscht, als sie ihm von ihrer Liebe zum jungen Kadetten Christian erzählt. Dieser sei bislang zu schüchtern gewesen, sich ihr zu offenbaren, doch sei sie wegen seiner glühenden Blicke seiner Liebe sicher. Sie bittet Cyrano, der im selben Regiment dient, auf ihn achtzugeben und ihn vor Duellen zu bewahren. Mit dem Hinweis, dass Christian ihr einen Brief schreiben möge, entfernt sie sich.
Ragueneau und die Poeten kehren zurück, und auch die Kadetten von Cyranos Regiment finden sich im Lokal ein, um Cyranos Sieg zu feiern. Alle singen ein fröhliches Lied („Ce sont les cadets de Gascogne“). De Guiche versucht, Cyrano abzuwerben, muss aber unverrichteter Dinge abziehen. Unter den Kadetten befindet sich auch Christian, der Cyrano zum ersten Mal begegnet. Hauptmann Carbon warnt ihn sicherheitshalber vor Anspielungen auf dessen Nase. Als Cyrano von seinem Kampf an der Porte de Nesle erzählt, kann der übermütige Christian es dennoch nicht lassen, ihn immer wieder mit damit zu unterbrechen. Cyrano ignoriert das eine Weile, schickt dann aber seine Kameraden hinaus, die bereits um Christian fürchten. Doch als Cyrano mit Christian allein ist, umarmt er ihn, stellt sich als Roxanes Cousin vor und erzählt ihm von deren Liebe. Es stellt sich heraus, dass Christian sich nicht zutraut, den von Roxane erwarteten Brief zu schreiben. Cyrano dagegen wäre dies ein Leichtes. Die beiden schließen einen Pakt: Sie wollen gemeinsam um Roxane werben. Christian besitzt äußere Schönheit, und Cyrano leiht ihm seine Redekunst.
2. Bild: „Le baiser de Roxane“ – Platz vor Roxanes Haus, Abenddämmerung
Roxane unterhält sich mit ihrer Gouvernante. Die beiden wollen zu einem Vortrag über die Liebe gehen. Da erscheint de Guiche, um sich von Roxane zu verabschieden. Er müsse noch am selben Abend in den Krieg ziehen, da die Stadt Arras belagert werde. Man habe ihn zum Oberst des Garderegiments ernannt, in dem auch Cyrano und Christian dienen. Für ihn sei das eine perfekte Gelegenheit, sich an Cyrano zu rächen. Roxane täuscht de Guiche vor, dass sie auf seiner Seite stehe. Sie behauptet, dass es eine viel größere Strafe für Cyrano sei, wenn er nicht am Kampf teilnehmen dürfe. Durch diese List gelingt es ihr, de Guiche dazu zu bewegen, die Kadettenkompanie (und Christian) vom Krieg freizustellen.
Nachdem de Guiche gegangen ist, trifft Cyrano ein. Er erfährt von Roxane, dass sie Christian beim Rendezvous auffordern wolle, über die Liebe zu improvisieren. Roxane und ihre Gouvernante ziehen sich ins Haus zurück. Cyrano ruft den bereits wartenden Christian zu sich, um ihn auf seine Aufgabe vorzubereiten. Doch Christian ist entschlossen, ohne Cyranos Unterstützung mit Roxane zu sprechen. Diese kommt mit der Gouvernante aus dem Haus. Letztere verabschiedet sich, bedauernd, dass sie inzwischen den Vortrag verpasst haben. Roxane bittet Christian zu sich und fordert ihn auf, über die Liebe zu sprechen. Seine einfallslosen Antworten enttäuschen sie so sehr, dass sie ihm den Laufpass gibt. Christian bleibt nichts anderes übrig, als Cyrano um Hilfe zu bitten. Die beiden stellen sich unter ihren Balkon und rufen nach ihr. Cyrano versteckt sich im Schatten. Zu Beginn souffliert Cyrano Christian die poetischen Liebesschwüre. Da sich das als zu mühsam erweist, fährt er mit verstellter Stimme selbst fort. Roxane ist so begeistert, dass sie Christian zu sich auf den Balkon klettern lässt, um ihn zu umarmen und zu küssen.

### Dritter Akt
„Les Cadets de Gascogne“ – Belagerung von Arras, Lager der Kadetten
Trotz de Guiches Versicherung wurden die Kadetten zu der von den Franzosen belagerten Stadt Arras versetzt, wo sie einen Vorposten halten. Mittlerweile sind spanische Truppen eingetroffen, die ihrerseits die Belagerer vom Nachschub abschneiden. Während die Soldaten schlafen, schleicht sich Cyrano jeden Morgen durch die feindlichen Linien, um Roxane angebliche Briefe Christians zu bringen. Um seine Kameraden vom Hunger abzulenken, fordert er einen alten Schäfer auf, für sie auf der Flöte heimatliche Melodien zu spielen. Ein Signal kündet die Ankunft de Guiches an. Als dieser mit seiner Tapferkeit im gegnerischen Musketenfeuer prahlt, weist Cyrano ihn darauf hin, dass er seine weiße Schärpe verloren hat. De Guiche erklärt, dass er diese absichtlich fallen gelassen habe, um den Feind zu täuschen. Da holt Cyrano die Schärpe hervor. Er selbst hat sie von seinem letzten Ausflug mitgebracht. De Guiche teilt seinen Leuten mit, dass ein Angriff der Spanier unmittelbar bevorsteht. Während sich alle darauf vorbereiten, bittet Christian Cyrano, vorsichtshalber einen Abschiedsbrief an Roxane zu verfassen. Dies hat Cyrano bereits getan. Christian entdeckt auf dem Brief die Reste einer Träne. Zudem gibt Cyrano zu, ihr jeden Tag gleich zwei Briefe geschrieben zu haben. Da trifft eine Kutsche ein. Roxane selbst ist durch die Linien der Belagerer gedrungen, die sie mir den Worten „Ich besuche meinen Liebsten“ überreden konnte, sie durchzulassen. Da sie trotz der drohenden Gefahr nicht dazu zu bewegen ist, das Lager zu verlassen, bittet Carbon sie um ihr Halstuch, das er während des Kampfes als Fahne verwenden will. Ragueneau steigt ebenfalls aus der Kutsche. Er hat reichlich Lebensmittel mitgebracht, und alle feiern ein letztes Mal vor der Schlacht. Roxane erklärt Christian, dass sie seine Briefe so sehr beeindruckt haben, dass sie ihn unbedingt wiedersehen musste. Äußere Schönheit interessiere sie nicht mehr, sondern nur noch seine Seele. Christian schickt sie zu den Kadetten, damit die vor ihrem möglichen Tod noch ein letztes Lächeln erhalten können. Er kennt nun Cyranos wahre Gefühle für Roxane und fordert ihn auf, ihr diese einzugestehen, damit sie zwischen ihnen beiden wählen könne. Als Roxane zurückkehrt, schwört sie Cyrano, dass sie Christian auch dann lieben würde, wenn sein Äußeres abstoßend und grotesk wäre. Gerade als Cyrano für sich selbst Hoffnung schöpft, beginnt die Schlacht. Christian fällt gleich zu Beginn. Roxane wirft sich schluchzend über seine Leiche und findet den Abschiedsbrief. In der Ferne tobt die Schlacht.

### Vierter Akt
„La Gazette De Cyrano“ – 15 Jahre später, 1655, im Park des Klosters der Schwestern des Kreuzes in Paris
Aus Trauer über Christians Tod hat sich Roxane in ein Kloster zurückgezogen. De Guiche besucht Roxane, die ihm mittlerweile vergeben hat. Sie erzählt ihm, dass auch Cyrano häufig komme. Le Bret kommt hinzu und berichtet, dass Cyrano immer verbitterter werde und sich durch seine bissigen Schriften ständig neue Feinde mache. Während Roxane de Guiche hinaus geleitet, erscheint Ragueneau und informiert Le Bret im Flüsterton über irgendetwas. Die beiden eilen fort. Etwas verspätet und erschöpft wirkend kommt auch Cyrano zum vereinbarten Besuch und beginnt damit, Roxane die Nachrichten der vergangenen Woche zu erzählen. Einen kurzen Ohnmachtsanfall erklärt er mit seiner alten Wunde von Arras. Dann bittet er sie, noch einmal den letzten Brief Christians sehen zu dürfen. Er liest ihn laut und so gefühlvoll, dass Roxane die Wahrheit erkennt: Es sind Cyranos eigene Worte und er hat sie immer geliebt. Le Bret und Ragueneau kehren zurück – entsetzt darüber, Cyrano hier anzutreffen. Da beendet dieser seine Chronik: „Und Sonnabend den 26., eine Stunde vor dem Abendessen, starb Herr von Bergerac durch Mörderhand.“ Ragueneau erklärt, dass er hinterrücks mit einem Holzscheit angegriffen wurde. Roxane erkennt endlich ihre Liebe zu Cyrano. Doch es ist zu spät. Er bricht sterbend zusammen. In seinen letzten Worten besteht er darauf, dass ihm zwar Ruhm und Liebe verwehrt wurden, ihm aber immerhin der Schneid bleibe.

## Gestaltung
Der Librettist Cain straffte die Vorlage Rostands deutlich. Er entfernte einige der Nebencharaktere und konzentrierte die Handlung. Die wesentlichen Bestandteile blieben jedoch erhalten.
Alfano komponierte seine Oper Cyrano de Bergerac im neoklassizistischen Stil seiner späten Jahre. Die Musik ist diatonisch und verwendet häufig parallel geführte Dissonanzen. Die Gesangspartien erinnern an Claude Debussys Pelléas et Mélisande. Jürgen Maehder wies in seinem Beitrag für Pipers Enzyklopädie des Musiktheaters darauf hin, dass der Cyrano im Vergleich mit Alfanos früheren Werken „einen Rückschritt im musikalischen Strukturwillen“ darstelle. Alfano bemühte sich, den Orchestersatz auf „wenige motorisch bewegte Stimmen“ zu verdünnen, wodurch „die seinen Werken allgemein eigene harmonische Unplastizität deutlicher hervortrete“. Diese zum Teil von der faschistischen Obrigkeit verordnete Vereinfachung der musikalischen Struktur wurde von den damaligen Komponisten teilweise auch freiwillig übernommen. Der Deklamationston wirkt in der italienischen Fassung „wenig überzeugend“. Alfano selbst fand seine Partitur „beweglicher und leichter“ als die seiner vorherigen Werke.

### Orchester
Die Orchesterbesetzung der Oper enthält die folgenden Instrumente:
- Holzbläser: drei Flöten (2. und 3. auch Piccolo), zwei Oboen, Englischhorn, zwei Klarinetten, Bassklarinette, zwei Fagotte
- Blechbläser: vier Hörner, drei Trompeten, drei Posaunen, Basstuba
- Pauken, Schlagzeug: Becken, Triangel, Hängebecken, große Trommel, Militärtrommel, kleine Trommel, Tamburin, Tamtam, Kanonenschlag, Glocke in H
- Xylophon
- Celesta, Klaviaturglockenspiel, Klavier
- Harfe
- Streicher
- Bühnenmusik: Trompete in C, Trommeln, Uhrglocke

## Werkgeschichte
Das Libretto der Oper stammt von Henri Cain. Es basiert auf Edmond Rostands Versdrama Cyrano de Bergerac von 1897. Alfano hatte sich bereits längere Zeit für dieses Thema interessiert, und auch Cain hatte bereits Libretti über Cyrano und La princesse lointaine, einem anderen Schauspiel Rostands, verfasst. Anlässlich von Aufführungen seiner Oper Risurrezione in Monte Carlo 1925 unterhielt sich Alfano mit Mary Garden, der Sängerin der Hauptrolle, über das Projekt. Diese bot ihm an, die hohen Kosten für die Rechte an dem Text zu übernehmen. Alfano lehnte dankend ab. Die Verhandlungen mit Edmond Rostands Witwe Rosemonde Gérard gingen noch einige Jahre weiter. Alfano wollte ihre Bedingungen jedoch erst annehmen, wenn er einen Verlag gefunden und den nötigen finanziellen Rückhalt vorweisen konnte. Nachdem ihm Cain aber 1933 versichert hatte, dass das aktuelle Angebot in Höhe von 30.000 Francs nicht noch weiter sinken werde, unterschrieb er Mitte August den Vertrag. Ihm wurde zugesichert, dass er zunächst nur einen Teil zu zahlen habe. Die gesamte Summe werde erst nach Ablauf von fünf Jahren fällig, in denen er das Werk fertigzustellen habe. Daraufhin schrieb Alfano dem Wiener Verleger Kalmus, dass er das Werk innerhalb von zwei Jahren vollenden werde. Die deutschen Rechte bot er der Universal Edition an.:124f
Ursprünglich beabsichtigte Alfano, die fünfaktige Struktur der Vorlage beizubehalten.:126 Später beschloss er jedoch, den zweiten und dritten Akt zusammenzuziehen. Er komponierte den ersten Akt zwischen Oktober 1933 und dem Frühling 1934. Den zweiten Akt stellte er Ende 1934 fertig, den dritten im Mai 1935. Im Juli 1935 war auch der größte Teil des vierten Akts abgeschlossen.
Obwohl Alfano sein Werk zunächst der Pariser Opéra-Comique angeboten hatte, fand die Uraufführung am 22. Januar 1936 in einer italienischen Fassung von Cesare Meano und Filippo Brusa unter dem Titel Cyrano di Bergerac im Teatro Reale dell’Opera in Rom statt. Der Dirigent war Tullio Serafin. Regie führte Carlo Piccinato. Die Choreografie stammte von Boris Romanov, und die Bühne von Cipriano Efisio Oppo und Filippo Brusa. Es sangen Maria Caniglia (Rossana), Agnese Dubbini (Gouvernante), Matilde Arbuffo (Lisa), Edmea Limberti (Marta), Anna Maria Mariani (Nonne), José Luccioni (Cyrano de Bergerac), Giuseppe Manacchini (De Guiche), Giacomo Vaghi (Carbon), Alessio De Paolis (Cristiano), Emilio Ghirardini (Ragueneau), Ernesto Dominici (Le Bret), Mario Bianchi (De Valvert), Millo Marucci (spanischer Offizier und Musketier), Adolfo Pacini (Koch), Saturno Meletti (Lignière). Für die Titelrolle hatte Alfano den Tenor José Luccioni ausgewählt, nachdem er ihn in einer Aufführung von Bizets Carmen gehört hatte. Da Luccioni sowohl auf Französisch als auch auf Italienisch singen konnte, übernahm er die Partie in Rom ebenso wie in der nachfolgenden französischen Premiere.
Die französische Originalfassung wurde erstmals am 29. Mai 1936 in der dritten Salle Favart der Opéra-Comique gespielt. Hier dirigierte Albert Wolff, Regisseur war Joseph Ancelin, der Choreograf Constantin Tcherkas und der Bühnenbildner Raymond Deshays. Die Darsteller waren Madeleine „Lillie“ Grandval (Roxane), Jeanne Mattio (Gouvernante), Madeleine Drouot (Lise), Marinette Fenoyer (Marthe), Christiane Gaudel (Nonne), José Luccioni (Cyrano de Bergerac), André Gaudin (De Guiche), Louis Jean Musy (Carbon), Louis Arnoult (Christian), Jean Vieuille (Ragueneau), Georges Ravoux (Le Bret), Georges Bouvier (De Valvert), Gabriel Marc Jullia (spanischer Offizier), Louis Dufont (Koch und 2. Wachtposten), Paul Payen (Lignière), Victor Poujol (Musketier), Constantin Tcherkas (Montfleury, Tänzer) und Paul Durel (1. Wachtposten).
1942, während des Zweiten Weltkriegs, wurde die Oper in Deutschland in Leipzig und Erfurt gespielt. Die Premiere an der Mailänder Scala fand 1954, kurz vor dem Tod des Komponisten, unter der Leitung von Antonino Votto mit Ramón Vinay in der Titelrolle statt.

## Aufnahmen
- 16. Mai 1954 – Antonino Votto (Dirigent), Fernand Ledoux (Inszenierung), Orchester und Chor des Teatro alla Scala Mailand.
 Anna de Cavalieri (Roxane), Anna Maria Canali (Gouvernante), Angela Vercelli (Lise), Cinzia della Porta (Nonne), Ramón Vinay (Cyrano de Bergerac), Rolando Panerai (De Guiche), Silvio Maionica (Carbon), Augusto Vicentini (Christian), Carlo Badioli (Ragueneau), Enzo Sordello (Le Bret), Enrico Cocampi (De Valvert), Dario Caselli (Koch), Attilio Barbesi (Lignière), Eraldo Coda (Musketier), Aldo Santambrogio (Montfleury).
 Live aus Mailand.[8]:148
- 20. September 1975 – Maurizio Arena (Dirigent), Chor und Orchestra Sinfonica Nazionale della RAI Torino.
 Olivia Stapp (Roxane), Miti Truccato Pace (Gouvernante), Agata Palmi (Lise und Nonne), William Johns (Cyrano de Bergerac), Antonio Blancas (De Guiche), Alfredo Giacomotti (Carbon), Ezio di Cesare (Christian), Claudio Strudthoff (Ragueneau), Giovanni Savoiardo (Le Bret), Dino Mantovani (De Valvert), Giuseppe Scalce (spanischer Offizier und Koch), Angelo Nosotti (Lignière und Musketier).
 Live, konzertant aus Turin.
 MRF LP, Gala GL 100.794 (2 CDs).[8]:149
- 12./30. Mai 2002 – Markus L. Frank (Dirigent), Alexander von Pfeil (Inszenierung), Philharmonisches Orchester und Chor der Bühnen der Landeshauptstadt Kiel.
 Manuela Uhl (Roxane), Susanne Bernhard (Lise und Nonne), Roman Sadnik (Cyrano de Bergerac), Wolfgang Newerla (De Guiche), Simon Pauly (Carbon und De Valvert), Paul McNamara (Christian), Matthias Klein (Ragueneau), Bernd Gebhardt (Le Bret), Alexander Stoyanow (Koch), Konstantin Heintel (Lignière), Chan Il Seok (Musketier), Franz Meyer Brockmann (Solo).
 Französische Fassung, live aus Kiel.
 Cpo 999 909-2 (2 CDs).[8]:150
- 12. Mai 2002 – Besetzung wie 12./30. Mai 2002.
 Französische Fassung, live aus Kiel.[8]:152
- 7. Juni 2002 – Besetzung wie 12./30. Mai 2002.
 Französische Fassung, live aus Kiel.[8]:153
- 29. Juli/1. August 2003 – Marco Guidarini (Dirigent), David Alagna und Frederico Alagna (Inszenierung), Orchestre Philharmonique de Montpellier Languedoc-Roussillon, Chœur de l’Opéra de Montpellier.
 Nathalie Manfrino (Roxane), Hanna Schaer (Gouvernante), Jael Azzaretti (Lise und Nonne), Roberto Alagna (Cyrano de Bergerac), Nicolas Rivenq (De Guiche), Franck Ferrari (Carbon), Richard Troxell (Christian), Marc Barrard (Ragueneau), Richard Rittelmann (Le Bret), Marcin Habela (De Valvert, spanischer Offizier und Koch), Thomas Dolié (Lignière und Musketier).
 Video, französische Fassung, live aus Montpellier.
 DGG DVD-Video 476 739-6 (1 DVD).[8]:154
- Juli 2003 – Besetzung wie 29. Juli/1. August 2003.
 Französische Fassung, live aus Montpellier.
 DGG 476 979 8 (2 CDs).[8]:156
- 20. Mai 2005 – Marco Armiliato (Dirigent), Francesca Zambello (Inszenierung), Orchester und Chor der Metropolitan Opera.
 Sondra Radvanovsky (Roxane), Sheila Nadler (Gouvernante), Jennifer Check (Lise und Nonne), Diane Elias (Marthe), Plácido Domingo (Cyrano de Bergerac), Anthony Michaels-Moore (De Guiche), Louis Otey (Carbon), Raymond Very (Christian), Roberto de Candia (Ragueneau), Julien Robbins (Le Bret), Brian Davies (De Valvert und spanischer Offizier), Roger Andrews (Koch), Andrew Gangestad (Lignière), Richard Pearson (Musketier), Bernard Fitch (Montfleury), Gregory Cross und David Frye (Wachtposten).
 Live aus New York.[8]:158
- 4. Februar 2006 – Besetzung wie 20. Mai 2005, allerdings mit Antonio Barasorda in der Titelrolle.
 Live aus New York.[8]:160
- 8./11./18. Februar 2007 – Patrick Fournillier (Dirigent), Michal Znaniecki (Regie und Bühne), Isabelle Comte (Kostüme), Valencian Community Orchestra, Valencia Regional Government Choir.
 Sondra Radvanovsky (Roxane), Itxaro Mentxaka (Gouvernante und Marthe), Silvia Vázquez (Lise und Nonne), Plácido Domingo (Cyrano de Bergerac), Rod Gilfry (De Guiche), Javier Franco (Carbon), Arturo Chacón Cruz (Christian), Corrado Carmelo Caruso (Ragueneau), Nahuel di Pierro (Le Bret), Roberto Accurso (De Valvert), Rubén Belmonte (spanischer Offizier), Juan Felipe Durá (Koch), Miguel Sola (Lignière), Juan José Navarro (Musketier), Amadis de Murga (Montfleury), Antonio Lozano Mora (1. Wachtposten), Antonio Gómez Cano (2. Wachtposten).
 Video, live aus dem Palau de les Arts Reina Sofía in Valencia.
 Naxos 2.110270 (DVD), Naxos NBD0005 (Blu-ray).[9]
- 2. Mai 2017 – Marco Armiliato (Dirigent), Francesca Zambello (Regie), Peter J. Davison (Bühne), Anita Yavich (Kostüme).
 Jennifer Rowley (Roxane), Jennifer Roderer (Gouvernante), Holli Harrison (Lise und Nonne), Edyta Kulczak (Marthe), Roberto Alagna (Cyrano de Bergerac), Juan Jesús Rodríguez (De Guiche), Michael Todd Simpson (Carbon), Atalla Ayan (Christian), Roberto de Candia (Ragueneau), David Pittsinger (Le Bret), Hyung Yun (De Valvert und spanischer Offizier), Edward Albert (Koch), Paul Corona (Lignière), Edward Hanlon (Musketier), Tony Stevenson (Montfleury), Gregory Warren und Juhwan Lee (Wachtposten).
 Live aus der Metropolitan Opera New York, Koproduktion mit dem Royal Opera House in Covent Garden, London.
 Live-Sendung im Metropolitan Opera Radio auf SiriusXM channel 74 und als Stream im Internet.[10]